# トニナ属
トニナ属（トニナぞく、Tonina）は中南米から知られるホシクサ科の1属であり、スターレンジただ一種のみを含むとされてきたが、現在ではパエパランツス属に含めることもある。アクアリウムではスターレンジとして親しまれている。

## 分布
中南米に広く分布し、止水域、流水域とわず川岸や水中に生育する。

## 形態
茎は長く、数十センチに及び太さは1mm程度である。茎ははじめ上方に伸びた後に倒伏し広がる。
葉は1cmほどの短い披針形で落葉せず、下方にむけてカールし、密に互生する。
葉縁には細毛をもつが、葉の表面は両面とも無毛である。この毛は水中葉では目立たない。
葉腋に2^13mmの柄を持つ4-8mmほどの褐色の頭花をつける。

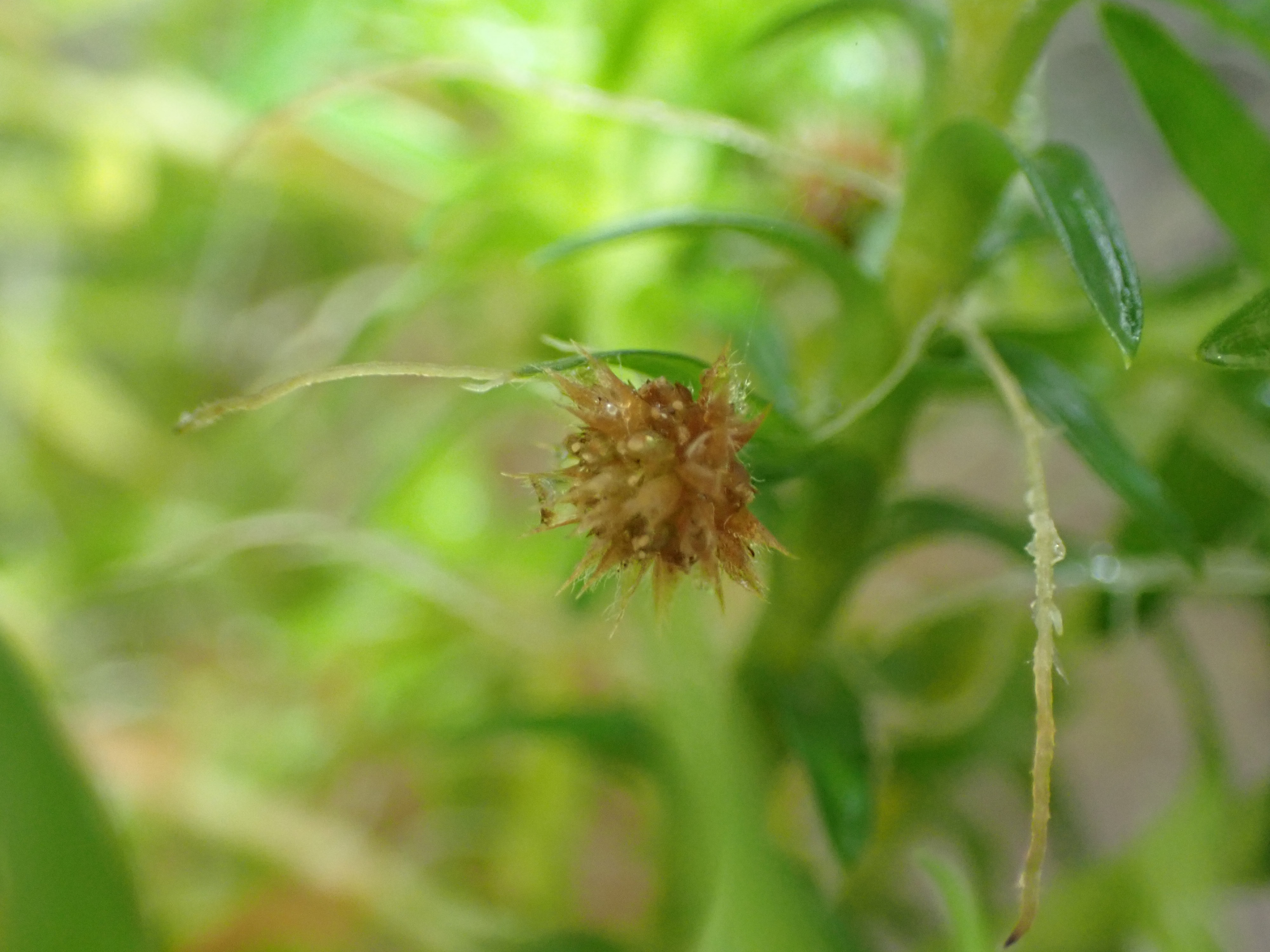

Tonina属およびLachnocaulon属では雌花の花弁は著しく短縮し、そこから長い毛が生えることが特徴的である。
アクアリウムにおいてトニナ (水草)として扱われる水草はSyngonanthus属であり、本属ではない。